# Cecil Arthur Lewis
Cecil Arthur Lewis (Birkenhead, 29 marzo 1898 – Londra, 27 gennaio 1997) è stato un aviatore e sceneggiatore inglese.

## Filmografia

### Regista
- How He Lied to Her Husband (1931)
- Carmen (1932)
- The Indiscretions of Eve (1932)
- Arms and the Man (1932)

### Sceneggiatore
- How He Lied to Her Husband (1931)
- Carmen (1932)
- The Indiscretions of Eve (1932)
- Arms and the Man (1932)
- Leave It to Me, regia di Monty Banks (1933)
- Television Comes to London (1936)
- Pigmalione (1938), Premio Oscar
- La battaglia delle aquile (1976)